# Leszno

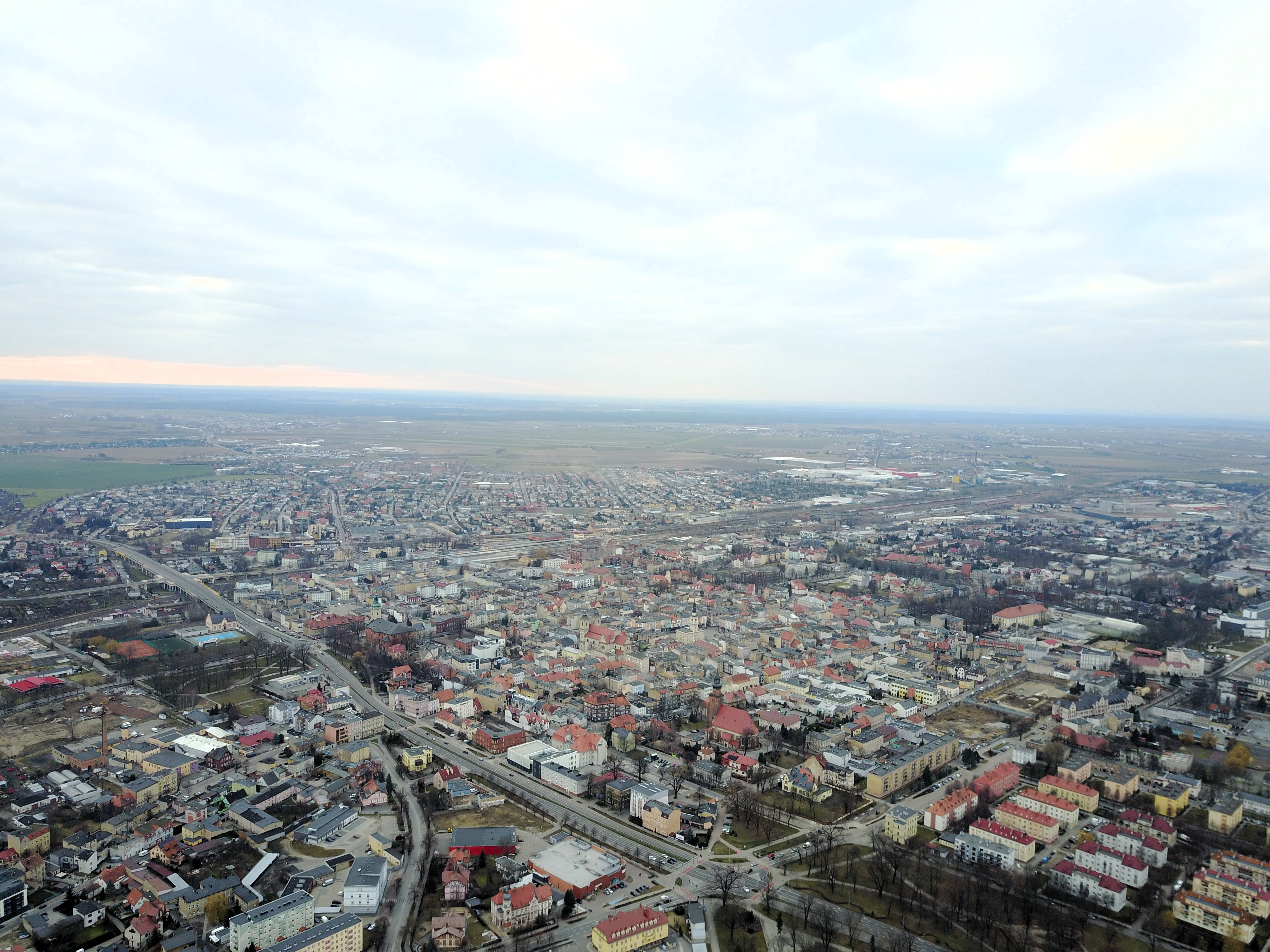
Blick auf Leszno

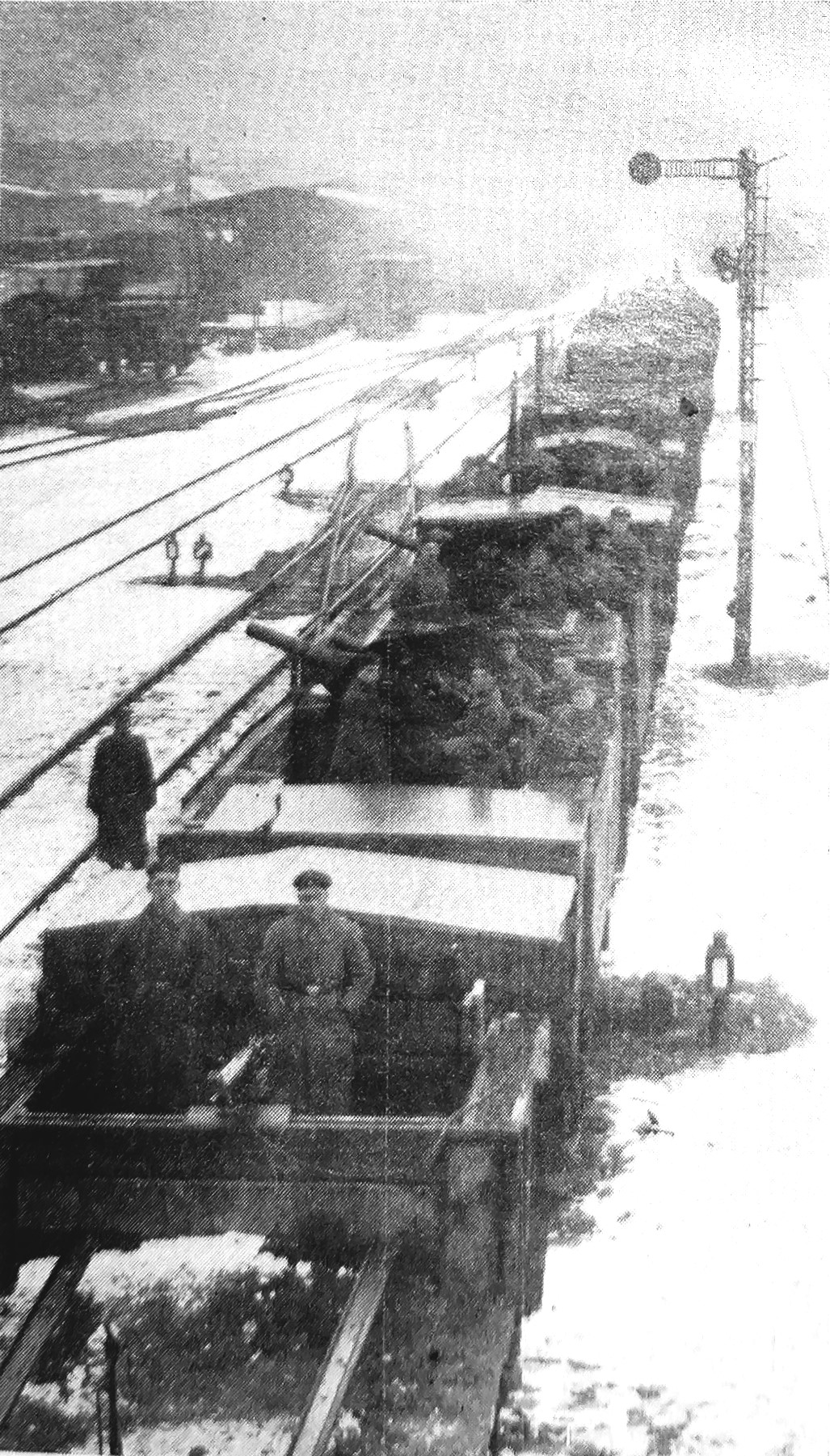
Panzerzug während des Grenzschutzes 1919 im Bahnhof.

Leszno ([ˈlɛʃnɔ]ⓘ), deutsch Lissa (früher auch Lissen und Polnisch-Lissa, nicht zu verwechseln mit Deutsch-Lissa), ist eine kreisfreie Stadt in der Woiwodschaft Großpolen in Polen. Sie ist Verwaltungssitz eines Landkreises, des Powiat Leszczyński, dem sie selbst nicht angehört.

## Geographie
Die Stadt liegt rund 70 Kilometer südwestlich von Posen und etwa 90 Kilometer nordwestlich von Breslau.

## Geschichte

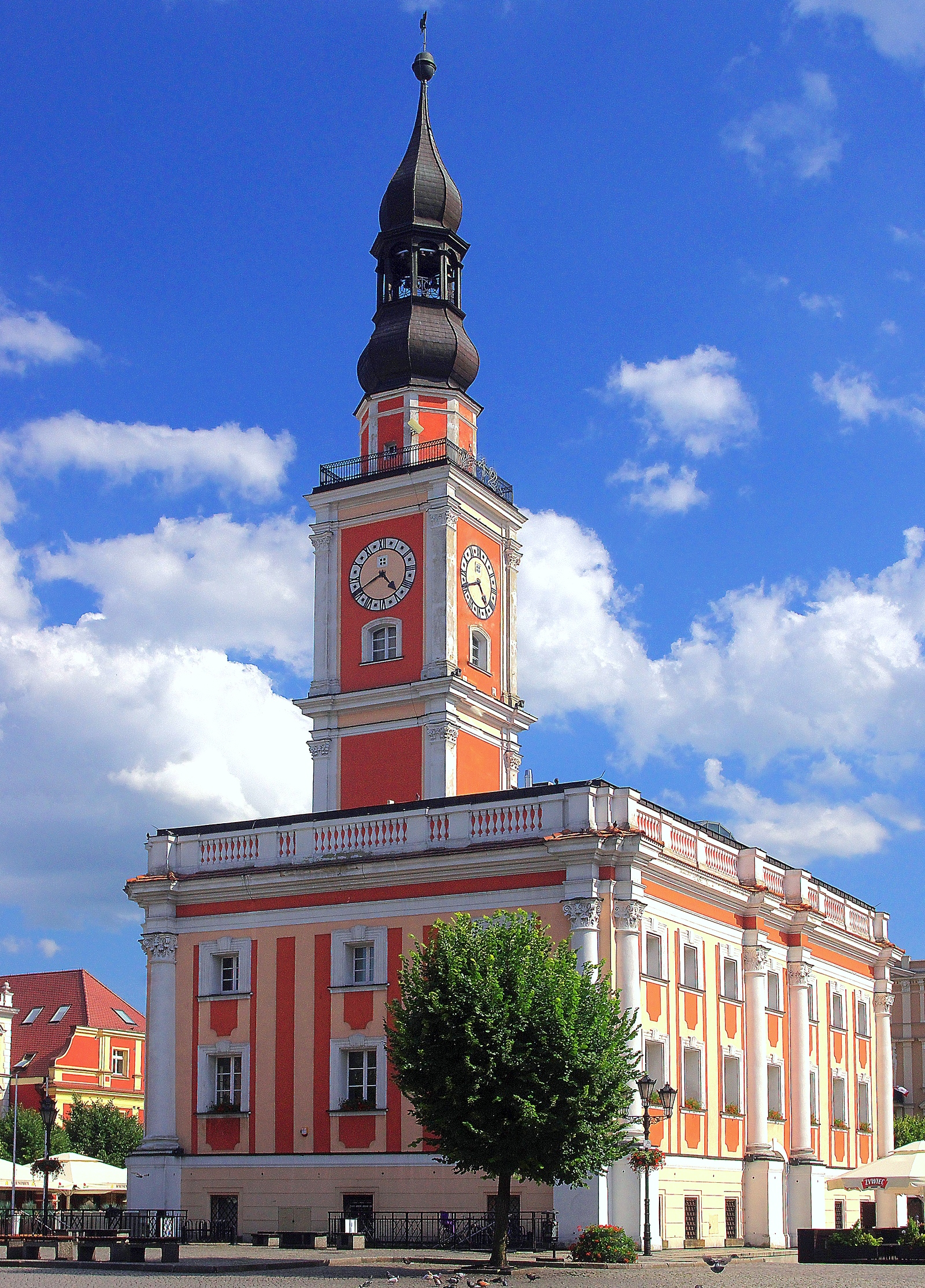
Rathaus

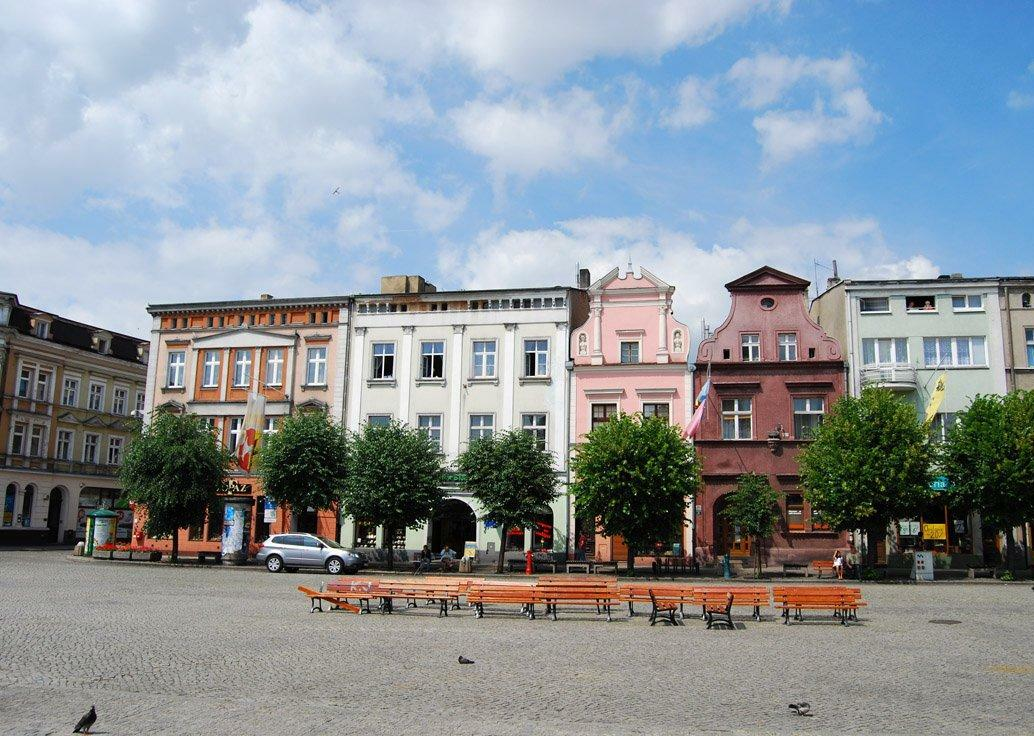
Marktplatz

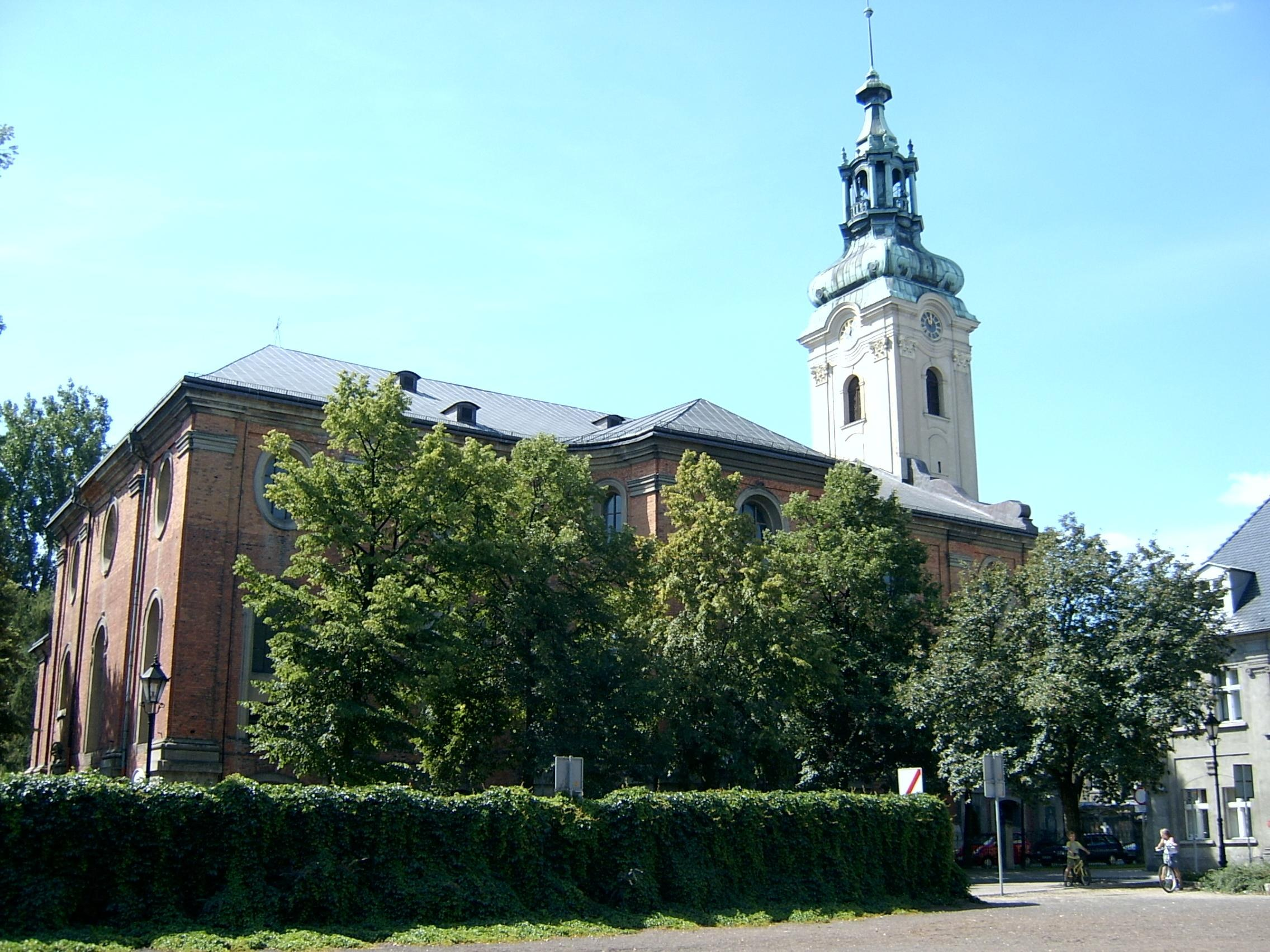
Heilig-Kreuz-Kirche

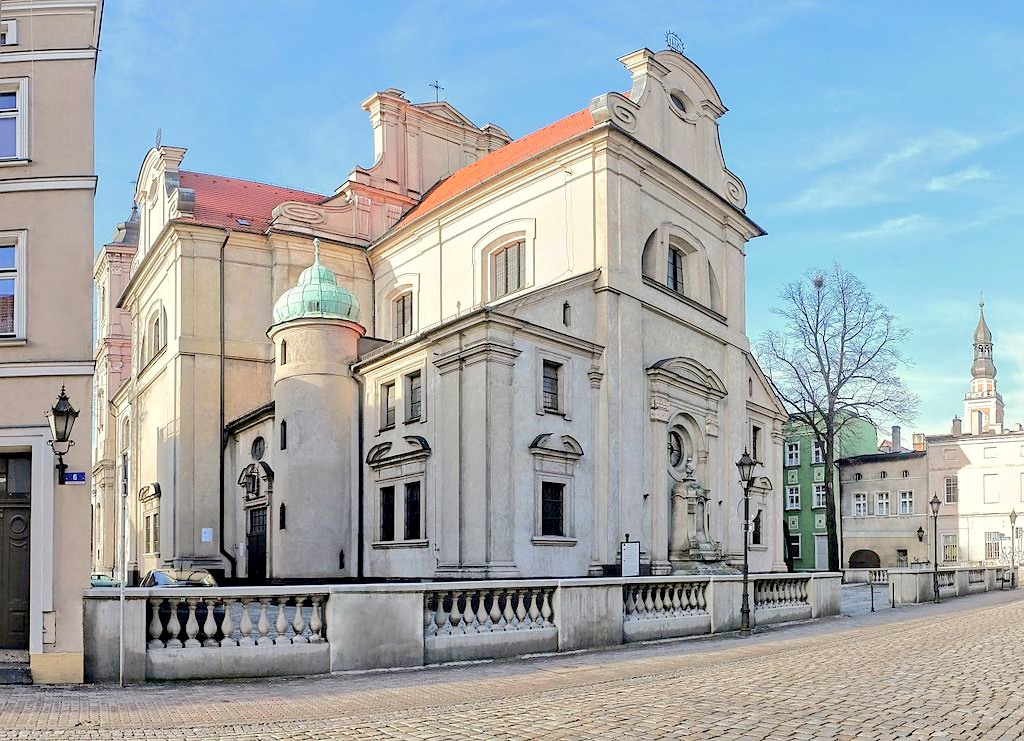
St.-Nikolaus-Kirche

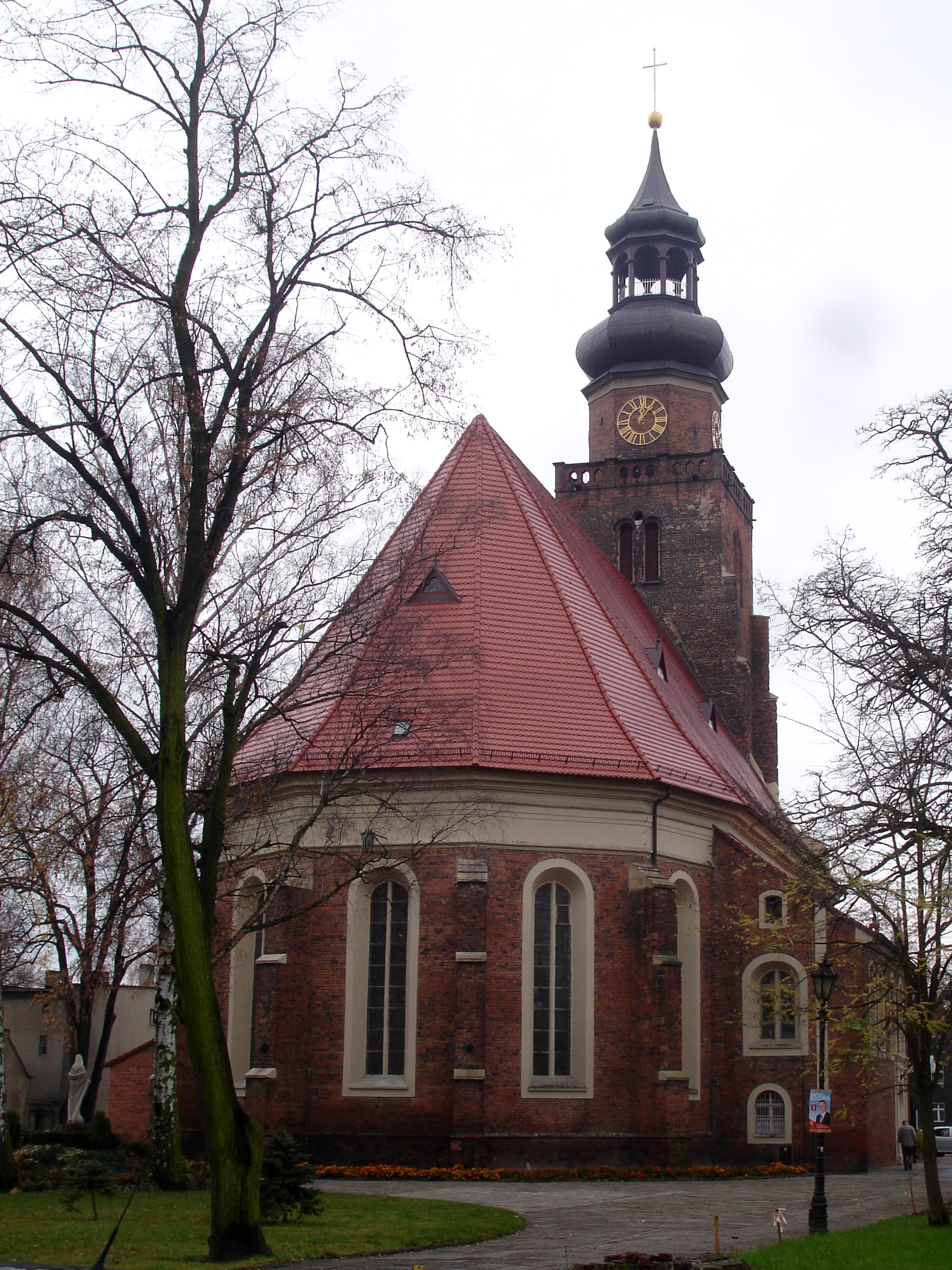
St.-Johannes-Kirche

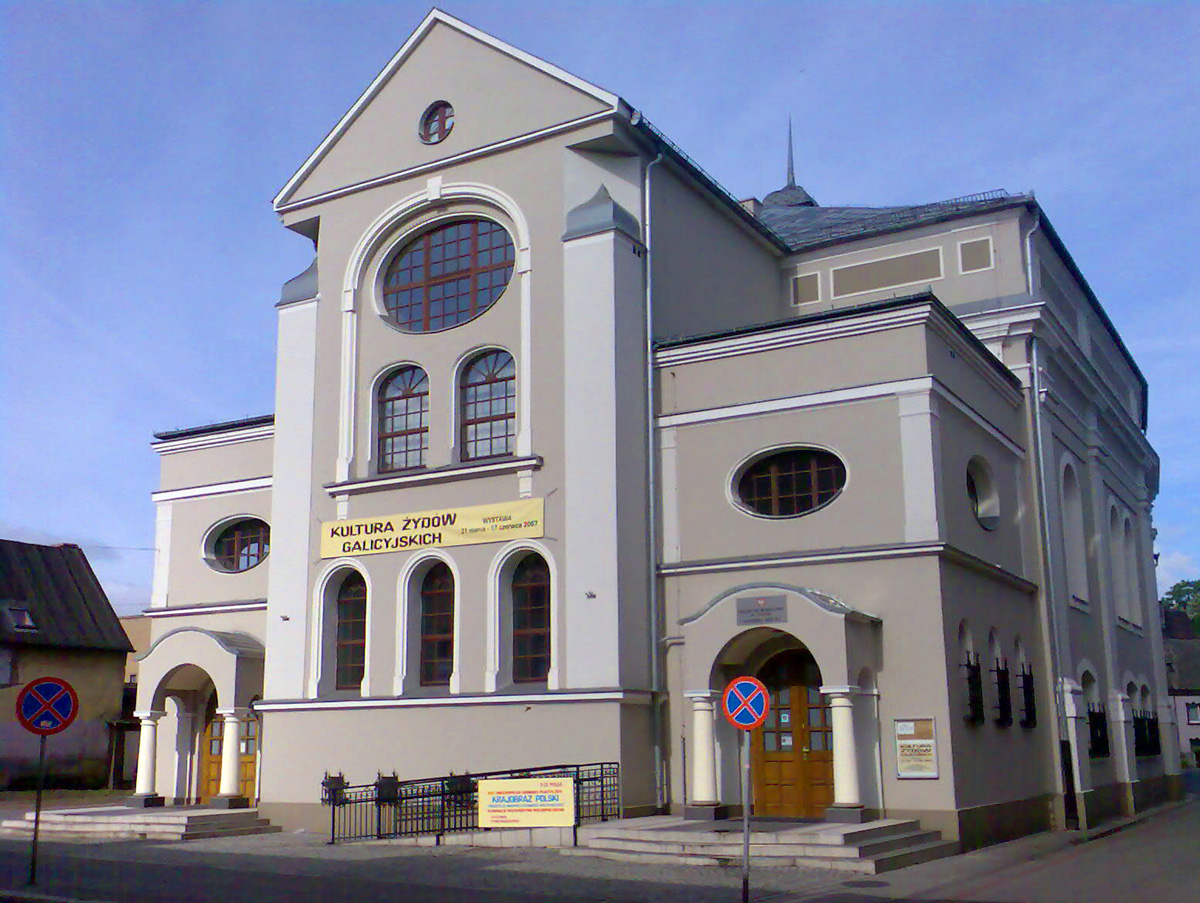
Ehemalige Synagoge

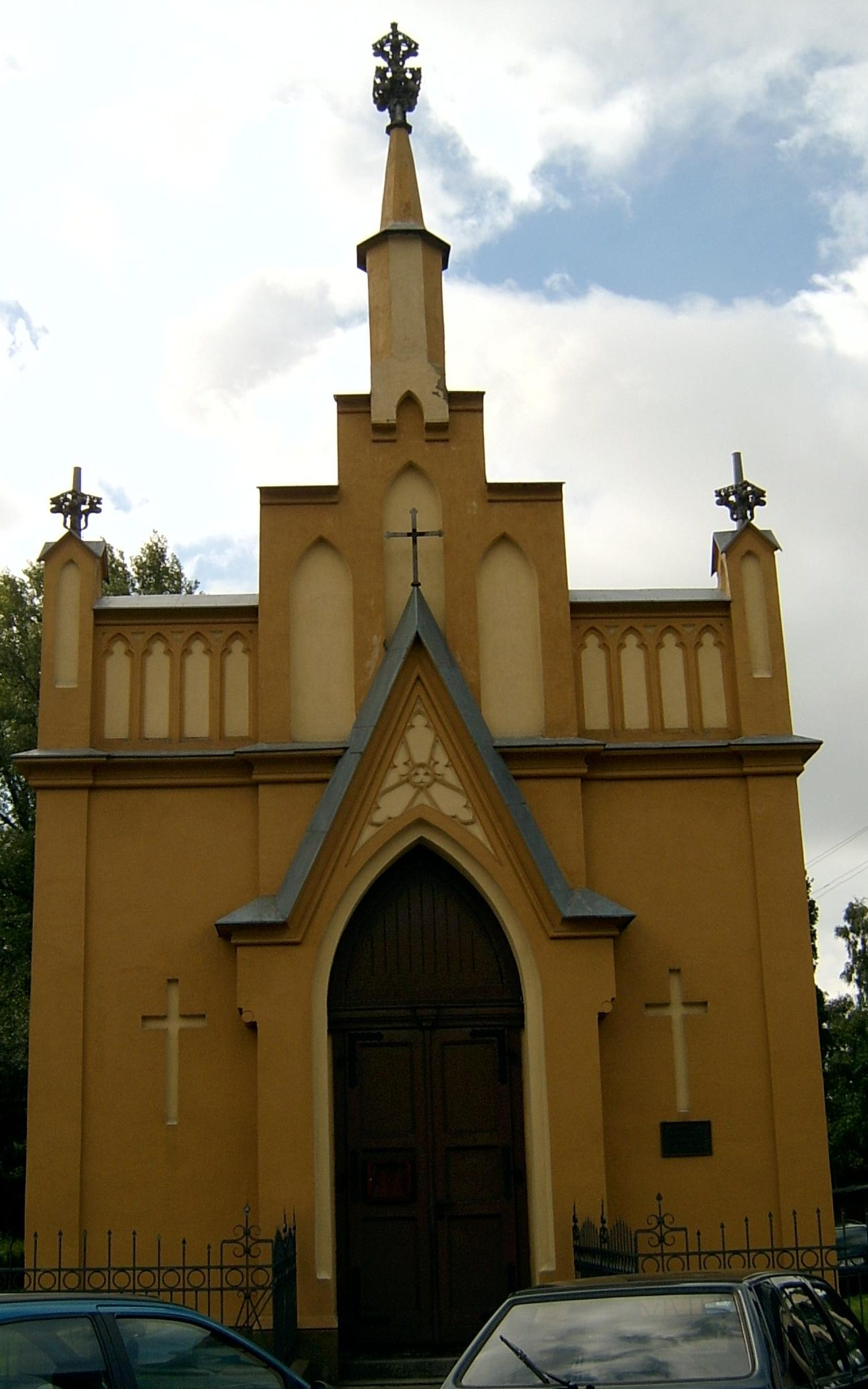
Evangelische Kapelle

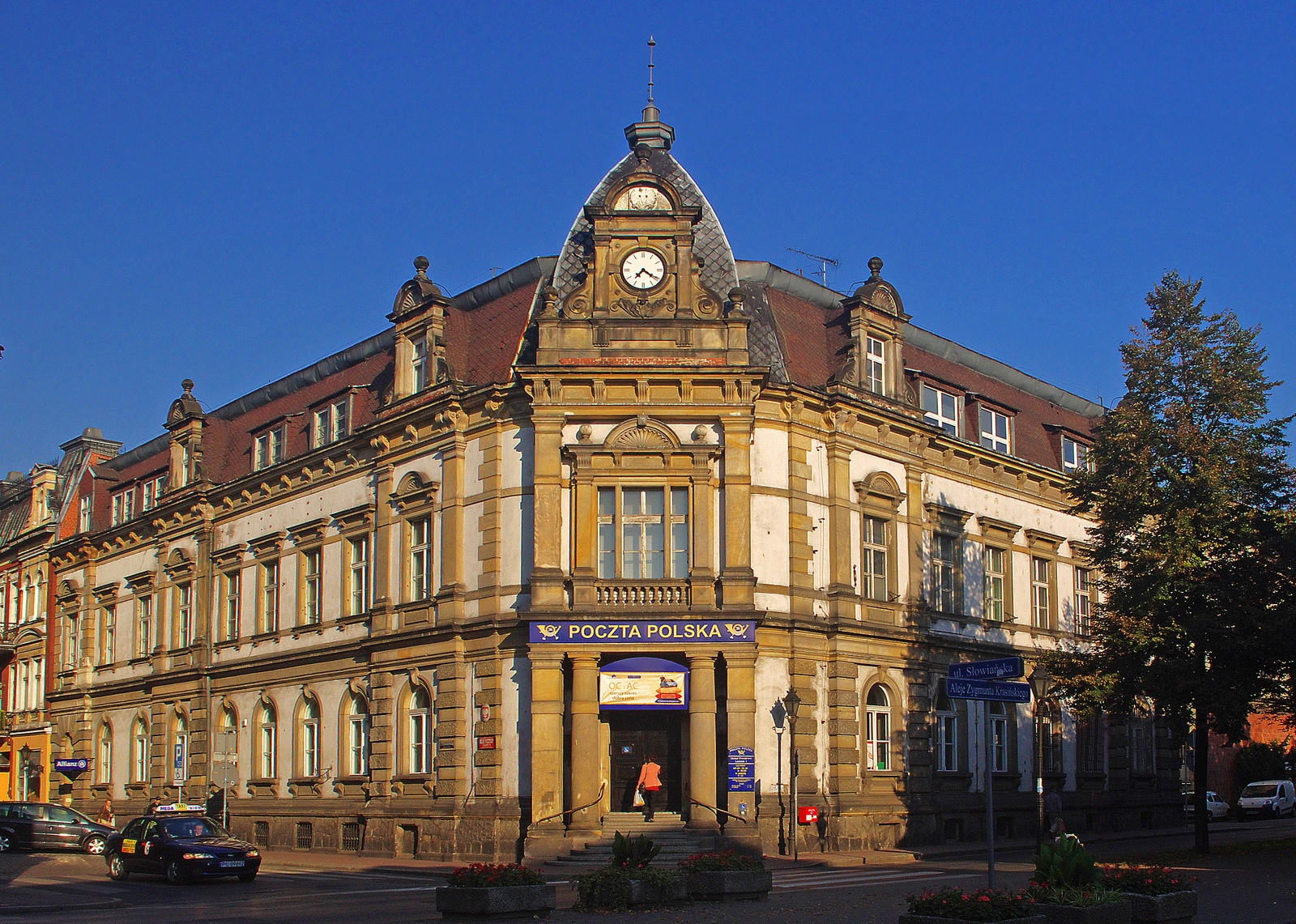
Postamt

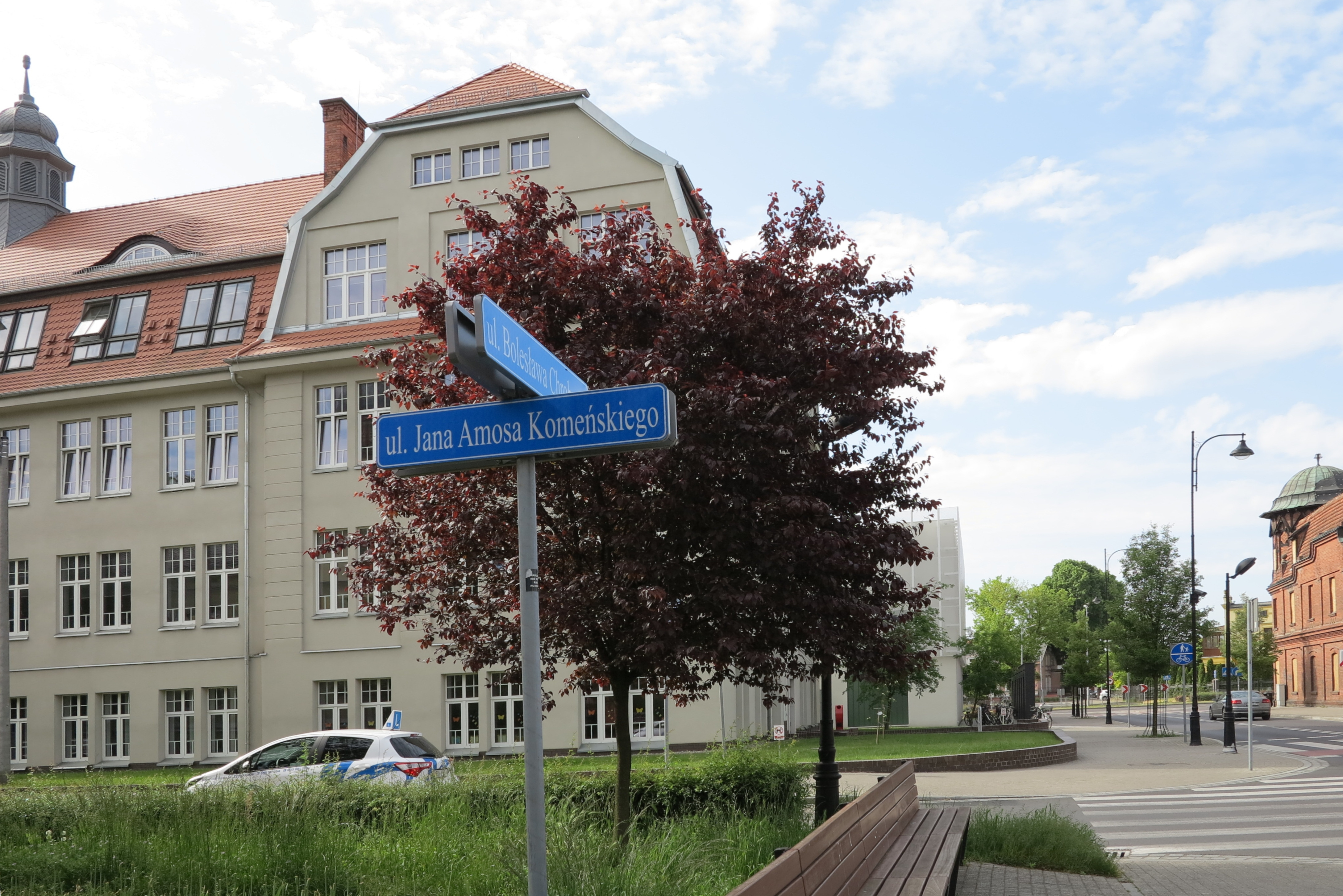
Comenius-Str. in der polnischen Schreibweise dieses Namens

Die erste urkundliche Erwähnung des Ortes erfolgte 1393 als Lesczno, entstanden ist die Siedlung vermutlich bereits im 13. Jahrhundert. Im 14. Jahrhundert war der Ort Sitz einer Pfarrei, und es bestand eine dem Heiligen Nikolaus geweihte Ziegelsteinkirche. Die Bevölkerung des Ortes kam, neben Einwohnern Großpolens, aus der Lausitz und Schlesien. 1516 zogen die ersten Böhmischen Brüder in den Ort.
1547 erhielt Leszno von König Sigismund I. dem Alten das Stadtrecht nach Magdeburger Recht verliehen. Ab 1565 begann die Dominanz der Böhmischen Brüder in der Stadt. Anfang des 16. Jahrhunderts hatte Leszno etwa 1500 Einwohner. Der Dreißigjährige Krieg brachte einen enormen Bevölkerungszuwachs. 1628 flüchtete ein weiterer Teil der in Böhmen und Mähren religiös verfolgten Böhmischen Brüder in die tolerantere Stadt, die fast nur von Evangelischen bewohnt war, darunter auch Johann Amos Comenius, zuvor Prediger in Fulnek (Mähren). In Leszno arbeitete er an der schon seit 1555 bestehenden Lissaer Schule zunächst als Hilfslehrer und übernahm etwa 1636 das Rektorat des Gymnasiums (später Königliches Comenius-Gymnasium zu Lissa). Durch ein Privileg König Sigismunds III. Wasa wurde Leszno 1631 den größten Städten des Landes rechtlich gleichgestellt.

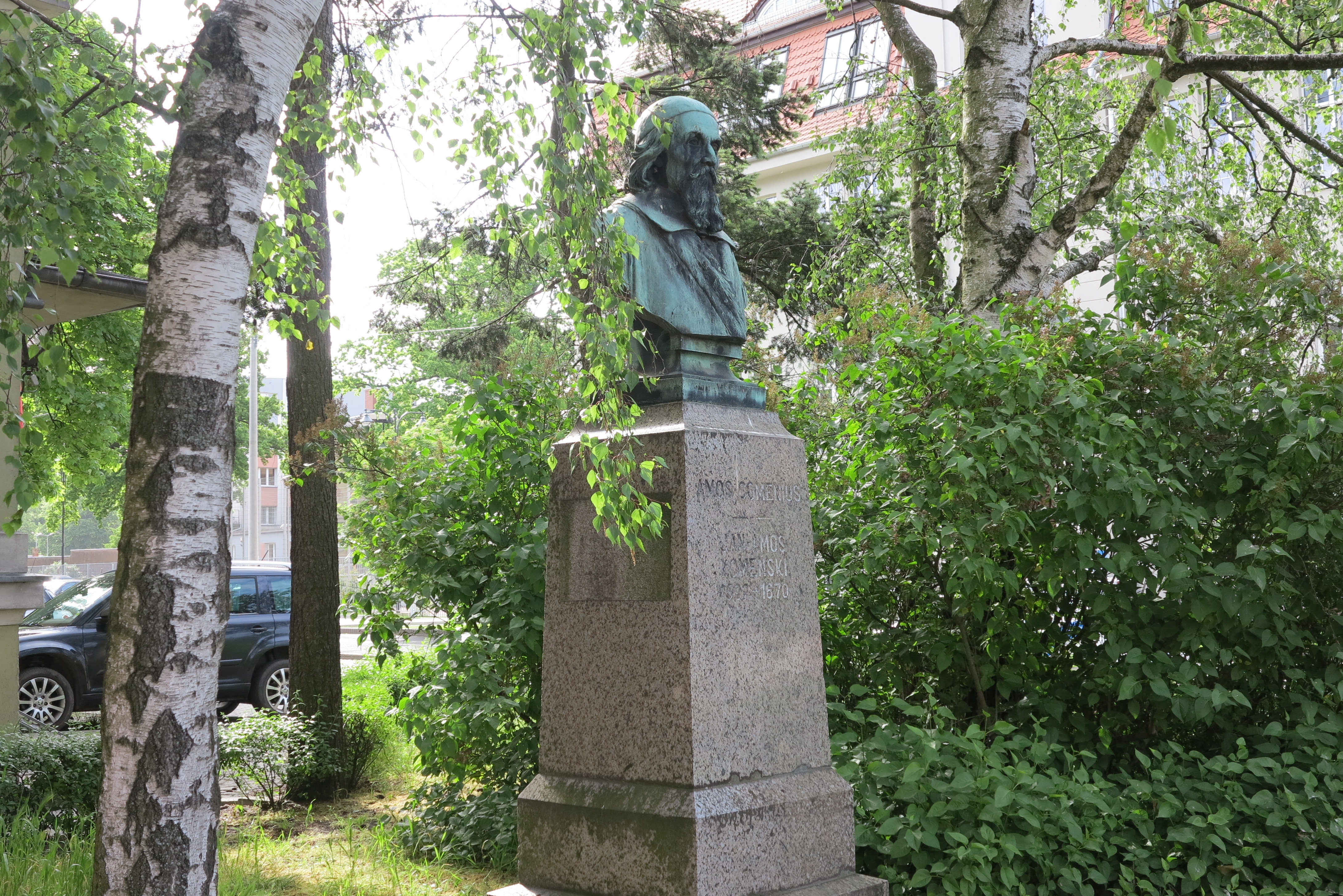
Denkmal für Jan Amos Comenius in Leszno

Leszno war in dieser Zeit eine der bedeutendsten Städte Großpolens. Wirtschaftlich waren unter anderem der Handel, die Tuchproduktion und das Müllereiwesen von Bedeutung. Auch intellektuell war Leszno von Bedeutung. So wirkten hier neben Amos Comenius auch der Kirchenlied-Dichter Johann Heermann, die Dichterin Anna Memorata und der Mathematiker Maciej Głoskowski.
1639 wurden die Befestigungsanlagen der Stadt erneuert. Unterbrochen wurde der wirtschaftliche Aufschwung der Stadt während des Zweiten Nordischen Kriegs, als sie vorübergehend von drei Schwadronen schwedischer Reiter besetzt war. Am 28. April 1656 wurde die fast nur von Protestanten und Böhmischen Brüdern bewohnte Stadt von einem von polnischen Edelleuten angeführten polnischen Heer belagert. Die schwedischen Besatzer wollten sich ergeben, doch Comenius forderte sie und die Bürgerschaft auf, sich mit allen Kräften gegen die Angreifer zur Wehr zu setzen. Zwar konnten die Angreifer zunächst zurückgeschlagen werden, doch am darauffolgenden Tag verließ die Verteidiger der Mut, und sie flohen, soweit möglich mit Hab und Gut, über die schützenden Grenze ins benachbarte Schlesien; auch die Schweden verließen die Stadt. Der nun weitgehend menschenleere Ort wurde zur Plünderung freigegeben und dann niedergebrannt. Viele Flüchtlinge wurden eingeholt und entweder ermordet oder grausam behandelt und ihrer Habe beraubt. Comenius’ Werk und Besitz gingen verloren. Nach dem Krieg wurde die Stadt wieder aufgebaut. Im Jahre 1707, während des Großen Nordischen Kriegs, wurde die Stadt von den Russen erneut niedergebrannt.
Eigentümer der Stadt war jahrhundertelang das Adelsgeschlecht der Leszczyński, bevor Stanislaus I. Leszczyński sie 1738 an den polnischen Magnaten Aleksander Józef Sułkowski veräußerte. Dieser gestaltete das erworbene Renaissance-Schloss in seinem Sinne um, doch 1767 brannte das Schloss nieder. Wieder wurde es restauriert, bevor es 1842 als Gymnasium diente.
1793 kam Leszno infolge der Zweiten Teilung Polens unter preußische Herrschaft und wurde fortan als Lissa bezeichnet. Nach dem Wiener Kongress gehörte Lissa zum preußischen Kreis Fraustadt in der Provinz Posen, Regierungsbezirk Posen. 1834 wurde die Ortschaft Pilzvorwerk (Grzybowo) in die Stadt Lissa eingegliedert. Während der polnischen Erhebung in der preußischen Provinz Posen im Frühjahr 1848 verlangte die Stadt, die Aufnahme in den Deutschen Bund durch Beiordnung zur angrenzenden Provinz Schlesien sicherzustellen.
1887 trat die Stadt zum neuen Kreis Lissa bei und wurde Kreissitz. Sie war auch Sitz des Distriktkommissars für den Polizeidistrikt Lissa. Am Anfang des 20. Jahrhunderts hatte Lissa drei evangelische Kirchen, eine katholische Kirche, eine Synagoge, ein Schloss mit Park, ein Gymnasium, ein katholisches Lehrerinnenseminar, eine Präparandenanstalt und war Sitz des Landgerichtes Lissa.
Einer der beiden deutschen Panzerzüge stand während des sogenannten Grenzschutzes nach dem Ersten Weltkrieg stets unter Dampf kampfbereit im heimischen Bahnhof. Am 17. Januar 1920 wurde die überwiegend deutsch besiedelte Stadt den Bestimmungen des Versailler Vertrags folgend an Polen abgetreten.
Als Folge des Überfalls auf Polen 1939 wurde die Stadt dem Reichsgau Wartheland im Deutschen Reich völkerrechtswidrig zugeordnet. Am 21. Mai 1941 wurde sie in Lissa (Wartheland) umbenannt. Die Stadt wurde Sitz des Landkreises Lissa (Wartheland). Am 26. Oktober 1941 wurde die Stadt der im Altreich gültigen Deutschen Gemeindeordnung vom 30. Januar 1935 unterstellt. Am 1. April 1942 wurden in Lissa (Wartheland) die Nachbarorte Zaborowo, Gronowo (Grune) und Strzyżewice (Striesewitz) eingemeindet.
Ende Februar 1945 besetzte die Rote Armee die Region, was die Rückkehr Lesznos zu Polen bedeutete. In der Folgezeit wurde die deutsche Bevölkerung aus Leszno vertrieben. Viele Einwohner wurden von den Sowjets zur Zwangsarbeit u. a. im Uranbergbau verschleppt. Daran erinnert heute ein Denkmal.

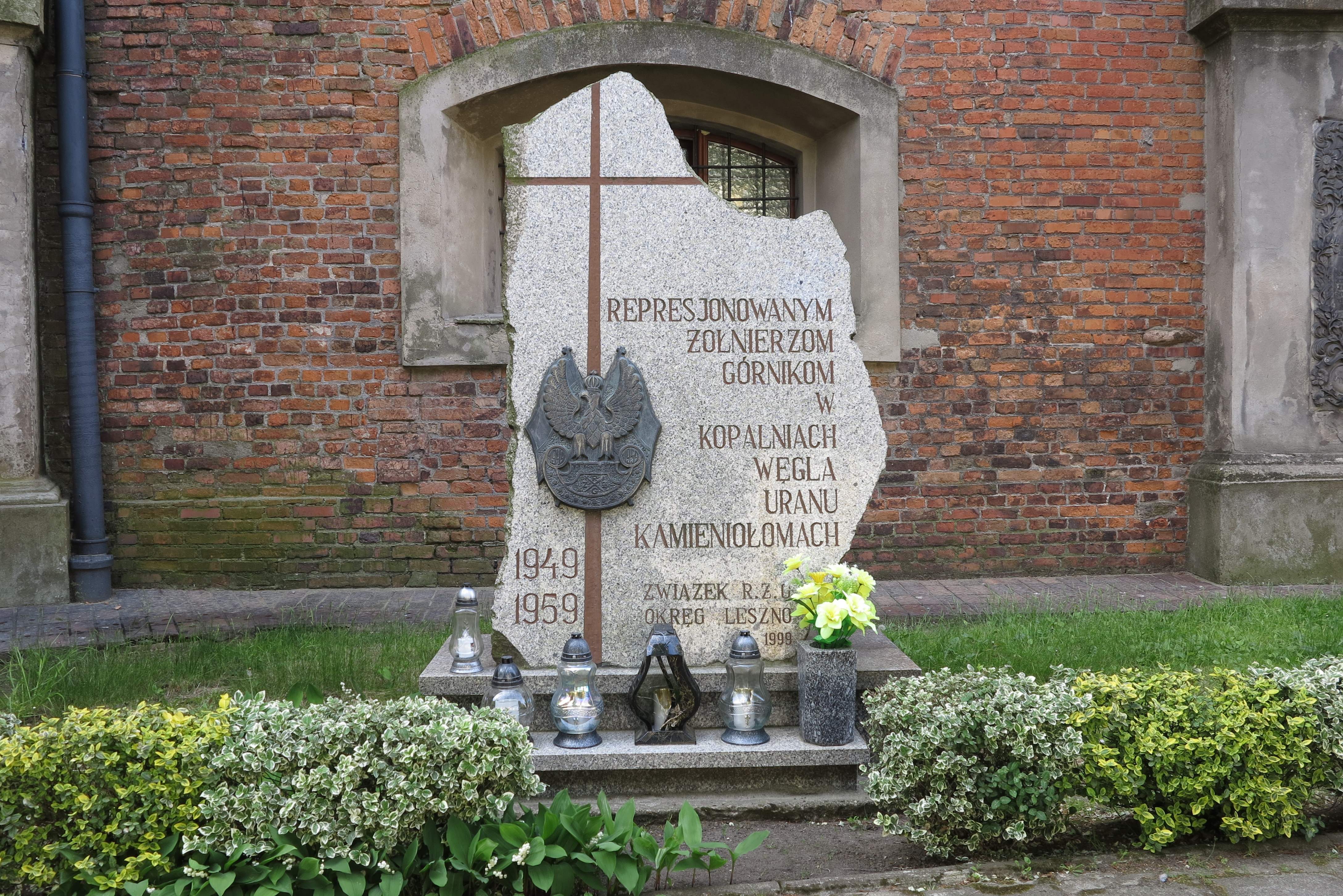
Denkmal für die mit Zwangsarbeit bestraften Soldaten der polnischen Heimatarmee

1975 wurde Leszno Sitz der Woiwodschaft Leszno. 1999 wurde ihr dieser Status aufgrund der polnischen Gebietsreform wieder genommen. Im Jahr 2000 erhielt Leszno den Preis The Golden Star of Town Twinning der Europäischen Kommission.
Bevölkerungsentwicklung
| Jahr | Einwohner | Anmerkungen |
| ---- | --------- | --- |
| 1800 | 07.200    | davon 3.082 Juden |
| 1816 | 07.985    | [ 7 ] |
| 1837 | 08.667    | [ 7 ] |
| 1840 | 08.719    | davon 3.415 Juden |
| 1843 | 08.775    | [ 7 ] |
| 1858 | 10.026    | [ 7 ] |
| 1861 | 10.192    | davon 960 der Militärbevölkerung angehörig                                                                                                  |
| 1875 | 11.096    | [ 12 ] |
| 1880 | 11.785    | [ 12 ] |
| 1890 | 13.116    | davon 7.089 Evangelische, 4.675 Katholiken und 1.347 Juden (500 Polen)                                                                      |
| 1900 | 14.263    | mit der Garnison (Feldartillerie-Regiment Nr. 56 und ein Bataillon des Infanterie-Regiments Nr. 50), davon 5.535 Katholiken und 1.163 Juden |

## Stadtteile
| Name        | deutscher Name (1815–1919 und 1939–1945) |
| ----------- | ---------------------------------------- |
| Centrum     | Stadtmitte                               |
| Gronowo     | Grune                                    |
| Grzybowo    | Pilzvorwerk                              |
| Leszczynko  | Wolfsruhm                                |
| Nowe Miasto | Antonshof 1939–1945 Antonienhof          |
| Podwale     | ?                                        |
| Przylesie   | Schießwerder                             |
| Zaborowo    | Zaborowo 1939–1945 Dornfeld              |
| Zatorze     | Feuersche Ziegelei                       |

## Politik

### Stadtpräsident
An der Spitze der Stadtverwaltung steht der Stadtpräsident. Bis 2024 war dies Łukasz Borowiak, der für das Wahlkomitee „PL 18“ antritt und deshalb aus der PO ausgeschlossen wurde. Die turnusmäßige Wahl im April 2024 führte zu folgenden Ergebnis:
- Grzegorz Rusiecki (Koalicja Obywatelska) 53,7 % der Stimmen
- Łukasz Borowiak (Wahlkomitee „PL 18 – Łukasz Borowiak“) 29,7 % der Stimmen
- Mariusz Nowacki (Prawo i Sprawiedliwość) 7,1 % der Stimmen
- Jarosław Zielonka (Wahlkomitee „Jarosław Zielonka Leszno 2050, Lewica Koalition für Leszno“) 6,5 % der Stimmen
- Übrige 3,0 % der Stimmen

Damit wurde Rusiecki bereits im ersten Wahlgang zum Nachfolger von Amtsinhaber Borowiak, der Platz zwei belegte, gewählt.
Die turnusmäßige Wahl im Oktober 2018 führte zu folgenden Ergebnis:
- Łukasz Borowiak (Wahlkomitee „PL 18 – Łukasz Borowiak“) 53,5 % der Stimmen
- Grzegorz Rusiecki (Koalicja Obywatelska) 33,1 % der Stimmen
- Adam Kośmider (Prawo i Sprawiedliwość) 10,5 % der Stimmen
- Grażyna Banasik (Sojusz Lewicy Demokratycznej / Lewica Razem) 2,2 % der Stimmen
- Übrige 0,9 % der Stimmen

Damit wurde Borowiak bereits im ersten Wahlgang für eine weitere Amtszeit wiedergewählt.

### Stadtrat
Der Stadtrat umfasst 23 Mitglieder, die direkt gewählt werden. Die Wahl im April 2024 führte zu folgendem Ergebnis:
- Koalicja Obywatelska (KO) 50,3 % der Stimmen, 14 Sitze
- Wahlkomitee „PL 18 – Łukasz Borowiak“ 19,3 % der Stimmen, 4 Sitze
- Prawo i Sprawiedliwość (PiS) 16,7 % der Stimmen, 4 Sitze
- Wahlkomitee „Jarosław Zielonka Leszno 2050, Lewica Koalition für Leszno“ 10,5 % der Stimmen, 1 Sitz
- Übrige 3,2 % der Stimmen, kein Sitz

Die Wahl im Oktober 2018 führte zu folgendem Ergebnis:
- Koalicja Obywatelska (KO) 35,1 % der Stimmen, 9 Sitze
- Wahlkomitee „PL 18 – Łukasz Borowiak“ 34,5 % der Stimmen, 9 Sitze
- Prawo i Sprawiedliwość (PiS) 19,5 % der Stimmen, 4 Sitze
- Sojusz Lewicy Demokratycznej (SLD) / Lewica Razem (Razem) 10,5 % der Stimmen, 1 Sitz
- Übrige 0,3 % der Stimmen, kein Sitz

### Partnerstädte
Lissa pflegt mit folgenden Städten Freund- und Partnerschaften:

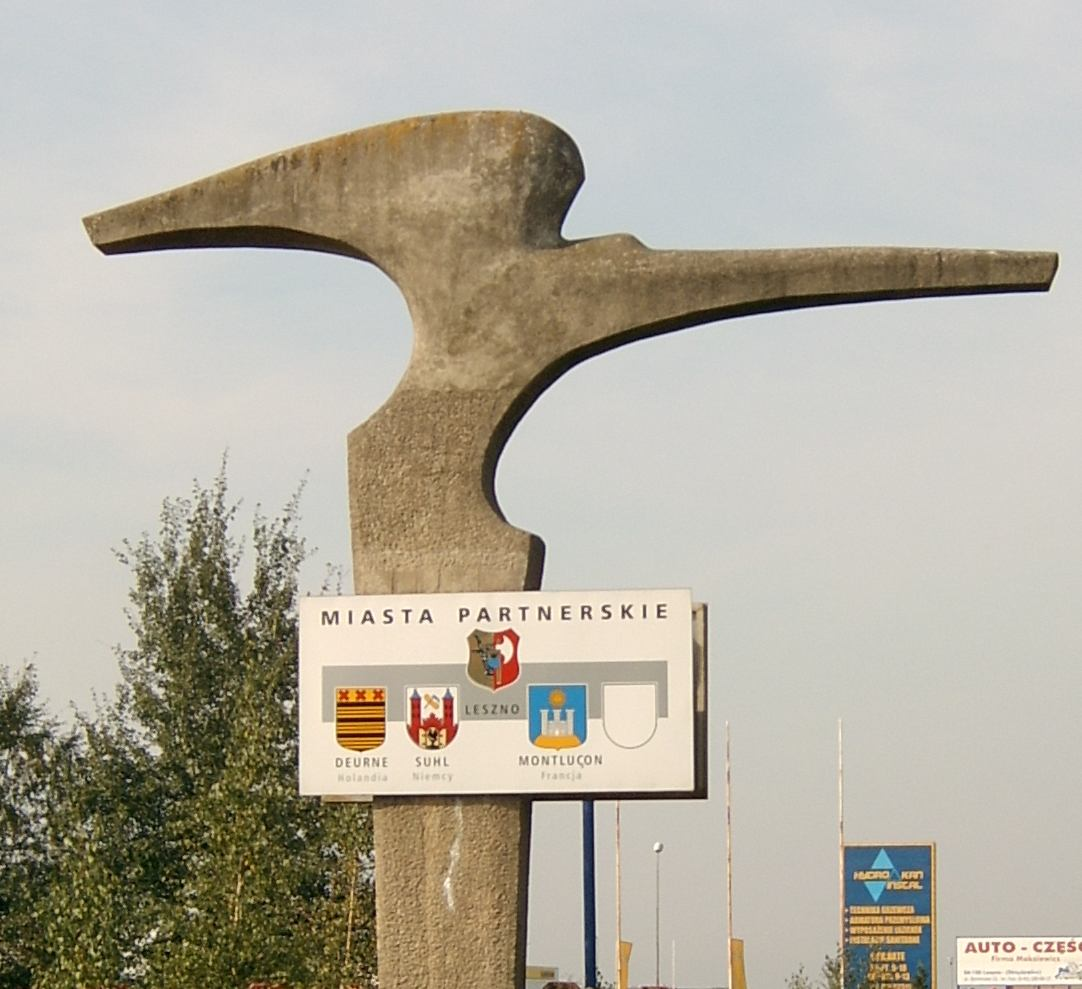
Die Partnerstädte

- Dunaújváros (Ungarn)
- Deurne (Niederlande)
- St. Pölten (Österreich)
- Suhl (Deutschland)
- Montluçon (Frankreich)

## Verkehr
Die Stadt bildet auf der Strecke Posen–Breslau einen bedeutenden Eisenbahnknotenpunkt. Im Fernverkehrs- und Keilbahnhof Leszno kreuzt die Bahnstrecke Wrocław–Poznań die Bahnstrecke Łódź–Forst (Lausitz). Ebenso beginnt hier die Bahnstrecke Leszno–Zbąszyn und bis zur deutsch-polnischen Grenzziehung nach dem Ersten Weltkrieg endete die Guhrauer Kreisbahn in Lissa.
Der Stadt gehört der Flugplatz Leszno-Strzyżewice im Westen der Stadt.

## Sehenswürdigkeiten
- Das barocke Rathaus wurde von 1707 bis 1708 von dem italienischen Architekten Pompeo Ferrari errichtet
- Die St.-Johannes-Kirche mit 60 Meter hohem Turm wurde von 1652 bis 1654 erbaut und nach Bränden 1656 und 1707 jeweils wieder aufgebaut.
- Die römisch-katholische Heilig-Kreuz-Kirche wurde 1635 erbaut. Bis dahin evangelisch, wird sie seit 1946 von der katholischen Gemeinde genutzt. Bei der Kirche befindet sich ein Lapidarium.
- Die St.-Nikolaus-Kirche wurde von 1709 bis 1710 erbaut, die Türme erhielten nach dem Brand von 1790 ihre heutige Gestalt. Von 1905 bis 1907 wurde der östliche Teil der Kirche im neubarocken Stil erweitert und das Innere restauriert.
- Die Kapelle der Evangelisch-Augsburgischen Kirche in Polen in der ul. Paderewskiego 11 ist ein bescheidenes einschiffiges Gebäude, das 1892 nach einem Entwurf von Hermann Nerger im Stil der englischen Neugotik errichtet und 2003 renoviert wurde.
- In der profanierten Synagoge, von 1796 bis 1799 an der Stelle eines Vorgängerbaus von 1626 errichtet und 1903 umgebaut, ist das Muzeum Okręgowe w Lesznie (Museum des Kreises Leszno) untergebracht.
- Das Postamt wurde 1884 im repräsentativen barocken Stil erbaut und 1909 erweitert

## Sport
In Leszno ist der Speedwayverein Unia Leszno beheimatet. Der Verein trägt seine Rennen in der höchsten polnischen Liga aus.

## Persönlichkeiten

### Söhne und Töchter der Stadt
- Julius Adam (1862–1942), Arzt und Verbandsfunktionär, NS-Opfer
- Ottomar Anschütz (1846–1907), Fotograf und Pionier der Fototechnik, Serienfotografie und Kinematografie
- Franz Ewald Theodor Bachmann (1856–nach 1916), deutscher Mediziner und Naturforscher
- Leo Baeck (1873–1956), Rabbiner, 1938 bis 1955 Präsident der World Union for Progressive Judaism
- Gerd Blahuschek (* 1943), deutscher Schauspieler
- David Born, eigentlich David Buttermilch (1817–1879), Schriftsteller, Stadtentwickler und Grundstücksspekulant
- Stephan Born (1824–1898), Gründer der Allgemeinen Deutschen Arbeiterverbrüderung
- Eckehard Catholy (1914–2010), deutscher Germanist
- Paul Cinquevalli (1859–1918), Jongleur
- Renata Dancewicz (* 1969), Schauspielerin
- Salo Drucker (1885–1940), Kinderarzt und Sozialmediziner, NS-Opfer
- Richard Förster (1825–1902), Ophthalmologe und Hochschullehrer, Mitglied des Preußischen Herrenhauses
- Jan Glapiak (* 1959), römisch-katholischer Geistlicher, Weihbischof in Posen
- Jacob Gottstein (1832–1895), deutscher Arzt und Laryngologe, Vater von Georg Gottstein
- Karl Siegfried Günsburg (1788–1860), Autor, Prediger und Pädagoge, Pionier des Reformjudentums
- Eckart Heinze (1922–1979), Journalist und Schriftsteller
- Ruth Hollós-Consemüller (1904–1993), Weberin und Textilkünstlerin
- Lech Jankowski (* 1956), Komponist, Maler und Ethnologe
- Rudolf Jaworski (* 1944), deutscher Historiker
- Ludwig Kalisch (1814–1882), deutscher Schriftsteller
- Hans Krüger (1886–1930), deutscher Geologe und Polarforscher
- Knud Kunze alias „Lord Knud“ (1944–2020), deutscher Beatmusiker und Radiomoderator beim RIAS
- David Landau (1742–1818), Oberrabbiner der jüdischen Gemeinde in Dresden
- Elieser Landshuth (1817–1887), jüdischer Gelehrter
- Alfred Lattermann (1894–1945), Historiker (Ostforscher) und Bibliotheksdirektor in Posen
- Kasia Lenhardt (1995–2021), polnisches Model in Berlin
- Rafał Leszczyński (1526–1592), Magnat
- Peter Lindbergh (1944–2019), deutscher Fotograf und Filmemacher
- Wolfgang Martini (1891–1963), deutscher Offizier, zuletzt General der Luftnachrichtentruppe
- Albert Moll (1862–1939), deutscher Arzt und Sexualwissenschaftler
- Ulrich Mosiek (1919–1978), deutscher Kanonist und Hochschullehrer
- Mateusz Mróz (* 1980), Radrennfahrer
- Waldemar Mueller (1851–1924), Reichstagsabgeordneter, Bürgermeister von Posen, Mitglied im Reichsbankdirektorium
- Gerd Münzberg (1902–1994), deutscher Jurist und Komponist
- Erica Pappritz (1893–1972), Protokoll-Dame im Reichsaußenministerium Berlin und nach 1945 Protokollchefin von Konrad Adenauer im Bundeskanzleramt Bonn
- Adrianna Płaczek (* 1993), Handballspielerin
- Paweł Ptak (* 1983), Sprinter
- Abraham Wolff Russ (1827–1906), Inhaber einer Ban
- Haym Salomon (1740–1785), Unternehmer und Finanzier der amerikanischen Revolution
- Samuel Schelwig (1643–1715), Pädagoge und lutherischer Theologe
- Joachim Schneider (1912–nach 1980), deutscher Schauspieler
- Ludwig Schulz (1896–1966), Offizier, Generalmajor der Luftwaffe im Zweiten Weltkrieg
- Ilse Schwidetzky (1907–1997), deutsche Anthropologin und Rassenforscherin
- Robert Śliwiński (1840–1902), Landschaftsmaler
- Antoni Paweł Sułkowski (1785–1836), preußischer General
- Wolfgang Thomale (1900–1978), Generalleutnant der deutschen Wehrmacht und Präsident des Verbandes der Automobilindustrie
- Johann Christoph Troppaneger (1650–1729), kursächsischer Leibarzt und Hofrat
- Gerhard Weisser (1898–1989), deutscher Politiker, 1946 Generalsekretär des Zonenbeirats der britischen Besatzungszone in Hamburg
- Meyer Simon Weyl (1744–1826), Rabbiner und Dajan
- Otto Willmann (1839–1920), deutscher Pädagoge und Philosoph
- Stanisław Antoni Grochowiak (1934–1976) war ein polnischer Dichter, Dramatiker, Publizist, Hörspiel- und Drehbuchautor.

### Persönlichkeiten, die vor Ort gewirkt haben
- Johann Heermann (1585–1647), Kirchenlieddichter, gestorben in Lissa
- Johann Amos Comenius (1592–1670), Pädagoge
- Christine Poniatovska (1610–1644), religiöse Schwärmerin und Seherin
- Akiba Eger (1761–1837), Rabbiner, Talmudist, in Lissa Leiter der Jeschiwa
- Karl Kunze (1840–1895), Pädagoge und Herausgeber von Kunzes Kalender